# 呉泰勳
吳 泰勳（オ・テフン - ）は、大韓民国の韓国放送公社 (KBS) 所属のアナウンサー。1997年にKBSの第24期公募採用でアナウンサーとして採用され入局した。柔道、重量挙げ、剣道、自転車競技の実況中継などを担当している。